# Klang (flod)

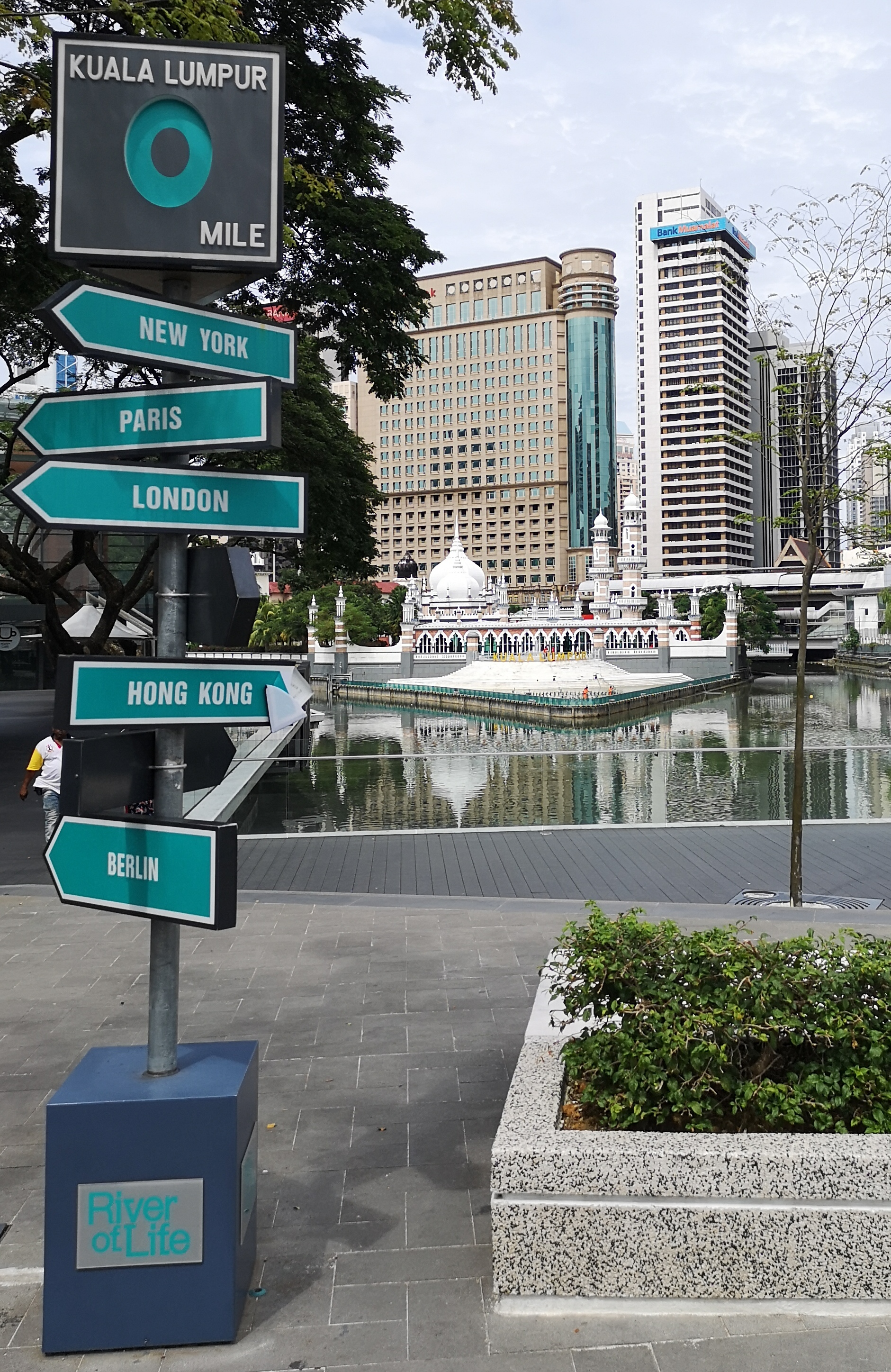
Zero Mile Kuala Lumpur with Sungai Gombak and Sungai Kelang in the background

Klang är en flod i Malaysia. Den flyter igenom Selangor och Kuala Lumpur, där den förenar sig med Gombak, för att sedan flyta ut i Malackasundet, och har sin källa i bergen 25 kilometer. Floden är 120 kilometer lång. Området där floden förenar sig med Gombak är något tätbefolkat. Dock så är floden förorenad.